# Miracatu (kommunhuvudort)
Miracatu är en kommunhuvudort i Brasilien.   Den ligger i kommunen Miracatu och delstaten São Paulo, i den sydöstra delen av landet, 900 km söder om huvudstaden Brasília. Miracatu ligger 44 meter över havet och antalet invånare är 11 679.
Terrängen runt Miracatu är kuperad åt sydost, men åt nordväst är den platt. Närmaste större samhälle är Juquiá, 18,2 km väster om Miracatu.
I omgivningarna runt Miracatu växer i huvudsak städsegrön lövskog. Runt Miracatu är det ganska glesbefolkat, med 29 invånare per kvadratkilometer.